# Nicholas Yallouris

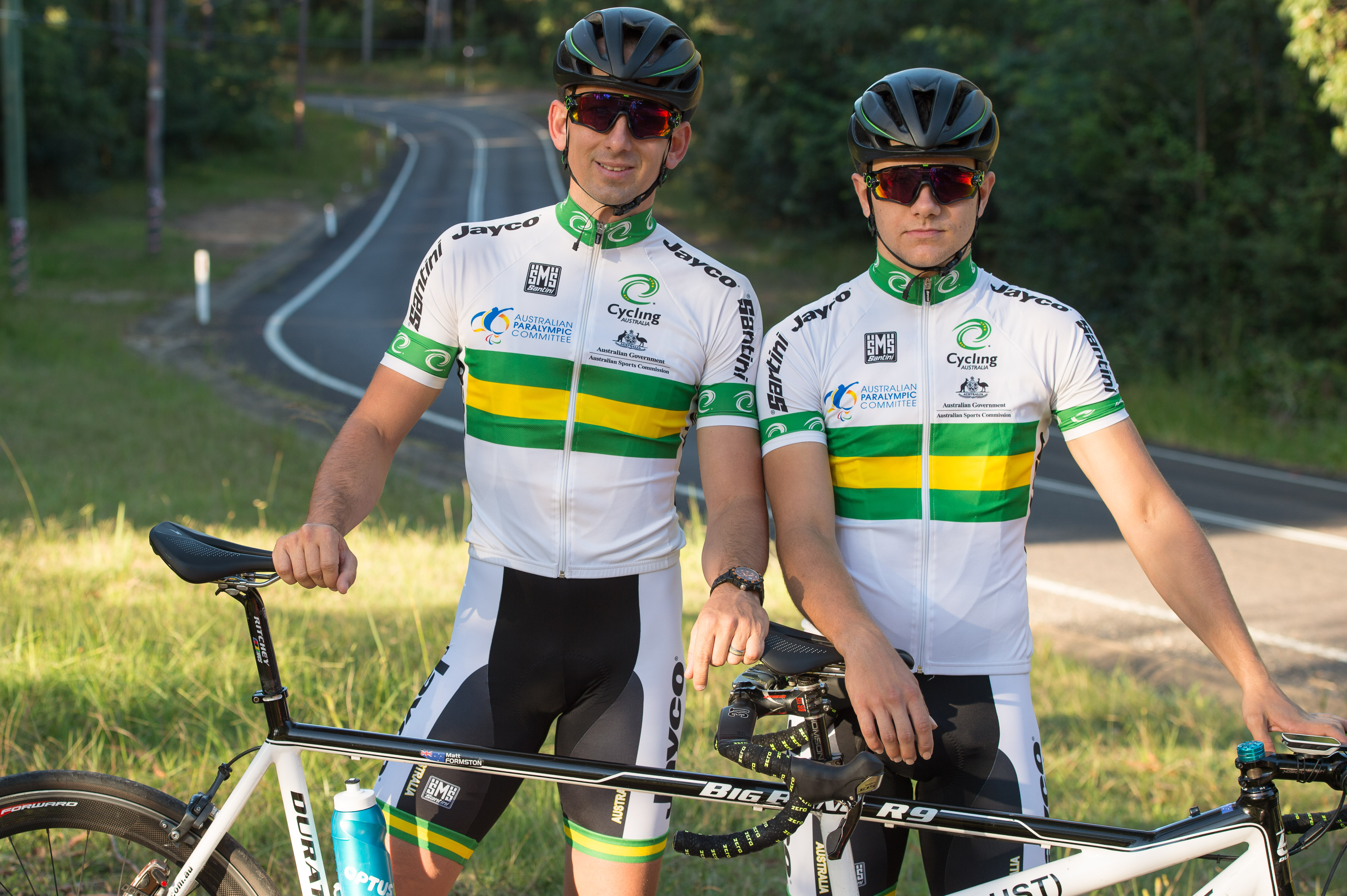
Yallouris (r.) und Matthew Formston (2016)

Nicholas „Nick“ Yallouris (* 24. Februar 1994 in Gosford) ist ein ehemaliger australischer Radsportler.

## Sportliche Laufbahn
Nick Yallouris war zunächst als BMX-Fahrer aktiv, bevor er 2010 zum Bahnradsport wechselte. 2014 belegte er bei den Ozeanienmeisterschaften den dritten Rang im Scratch, im Jahr darauf wurde er gemeinsam mit Jackson Law australischer Meister  im Zweier-Mannschaftsfahren.
Anschließend bereitete sich Yallouris als Tandem-Pilot des sehbehinderten Radsportlers Paul Kennedy auf die Teilnahme an den Commonwealth Games 2014 vor, wo die beiden Sportler im 1000-Meter-Zeitfahren Rang sechs belegten. Vor den Sommer-Paralympics 2016 in Rio de Janeiro trainierte er mit Matthew Formston als dessen Pilot. Die beiden Fahrer starteten in vier Wettbewerben: In der Einerverfolgung belegten sie Platz vier, im 1000-Meter-Zeitfahren Platz sechs, und in den Straßenwettbewerben Rennen und Zeitfahren jeweils Platz 13.
2017 wurde Nick Yallouris gemeinsam mit  Rohan Wight, Kelland O’Brien, Alexander Porter, Cameron Meyer und Sam Welsford Weltmeister in der Mannschaftsverfolgung. Bei den Ozeanienmeisterschaften errang er mit Cameron Scott Silber im Zweier-Mannschaftsfahren und mit Cameron Scott, Joshua Harrison und Alexander Morgan Bronze in der Mannschaftsverfolgung. Im Jahr darauf wurde er mit Jordan Kerby, Leigh Howard und Kelland O’Brien Ozeanienmeister in der Mannschaftsverfolgung.

## Erfolge
2014
- Ozeanienmeisterschaft – Scratch
- Australischer Meister – Zweier-Mannschaftsfahren (mit Jackson Law)

2017
- Weltmeister – Mannschaftsverfolgung (mit  Rohan Wight, Kelland O’Brien, Alexander Porter, Cameron Meyer und Sam Welsford)
- Ozeanienmeisterschaft – Zweier-Mannschaftsfahren (mit Cameron Scott)
- Ozeanienmeisterschaft – Mannschaftsverfolgung (mit Cameron Scott, Joshua Harrison und Alexander Morgan)
- Australischer Meister – 1000-Meter-Zeitfahren

2017/18
- Ozeanienmeister – Mannschaftsverfolgung (mit Jordan Kerby, Leigh Howard und Kelland O’Brien)

2018
- Sechstagerennen Turin (mit Mattia Viel)